# Phyllomya fuscicosta
Phyllomya fuscicosta är en tvåvingeart som beskrevs av Charles Howard Curran 1927. Phyllomya fuscicosta ingår i släktet Phyllomya och familjen parasitflugor.
Artens utbredningsområde är British Columbia. Inga underarter finns listade i Catalogue of Life.